# 神道一心流

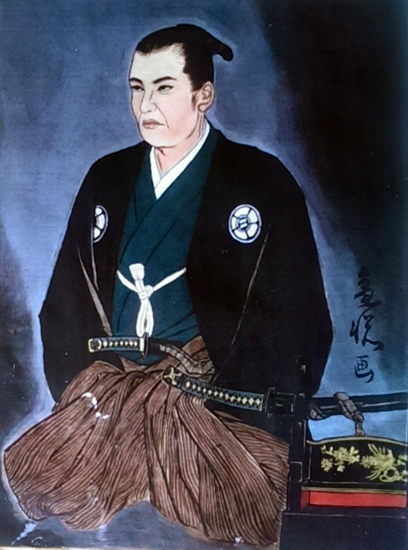
櫛淵宣根

神道一心流（しんとういっしんりゅう）は、櫛淵宣根が開いた剣術流派。戸田流薙刀術を併伝していた。
上州利根郡後閑村の住人・櫛淵宣根は父・宣久より神道流を学んだ後、微塵流剣術、戸田流薙刀術、直心影流剣術、三和無敵流剣術、揚心流柔術等を学んで神道一心流を開いた。当流の刀法は「微塵流」「直心影流」「無敵流」「戸田流薙刀術」「宝蔵院流槍術」から成り立ったとされる。正式名称は神道一心流兵法と称する。
寛政元年（1789年）、宣根は江戸に道場を開き神道一心流剣術と戸田流薙刀術を教授した。
寛政4年（1792年）、宣根は一橋徳川家に150石で召し抱えられたので、一橋徳川家の家臣にも神道一心流剣術を教授したという。
宣根の後は、養子（血縁上は甥）の櫛渕宣猶が流儀を継承し、一橋徳川家に仕える傍ら道場で指導し、文政年間には門人が300名を超えたという。